# ابی شامو
ابی شامو (انگلیسی: Shamo Abbey؛ زادهٔ ۲۸ آوریل ۱۹۸۰) بازیکن سابق فوتبال اهل غنا است که در پست مهاجم بازی می‌کرد.